# Stehachse
Stehachse heißt die vertikale Achse eines Theodolits, um die man ihn beim Einstellen des Horizontalwinkels dreht.
Sie ist entweder als Zylinderachse im Unterbau des Theodolits realisiert oder als Kugellager. Wenn sie nicht genau lotrecht steht, spricht man von einem Stehachsenfehler. Er wird durch sorgfältiges Horizontieren mit Hilfe einer Libelle und den drei Fußschrauben (zwischen Theodolit und Stativ) klein gehalten.
Moderne Theodolite bzw. Tachymeter erfassen den Restbetrag des Stehachsenfehlers durch einen Neigungssensor und korrigieren die Messung entsprechend  mit Hilfe eines Kompensators. 